# Cantón de Grenade
El cantón de Grenade era una división administrativa francesa que estaba situada en el departamento de Alto Garona y la región de Mediodía-Pirineos.

## Composición
El cantón estaba formado por quince comunas:
- Aussonne
- Bretx
- Daux
- Grenade
- Larra
- Launac
- Le Burgaud
- Menville
- Merville
- Montaigut-sur-Save
- Ondes
- Saint-Cézert
- Saint-Paul-sur-Save
- Seilh
- Thil

## Supresión del cantón de Grenade
En aplicación del Decreto nº 2014-152 de 13 de febrero de 2014, el cantón de Grenade fue suprimido el 22 de marzo de 2015 y sus 15 comunas pasaron a formar parte; trece del nuevo cantón de Léguevin y dos del nuevo cantón de Blagnac.